# 현아
현아(본명: 김현아, 金泫雅, 1992년 6월 6일~)는 대한민국의 가수이다.

## 학력
- 서울인왕초등학교 (졸업)
- 충암중학교 (졸업)
- 한국예술고등학교 음악과 (졸업)
- 건국대학교 영상영화학과 (중퇴)

## 생애

### 어린 시절
현아는 1992년 6월 6일 서울특별시에서 태어났다. 현아의 아빠는 예전에 연기를 하고 싶어 했는데, 현아에게 "아빠 대신 네가 해보는게 어떻겠냐"라는 말에 하겠다고 답했다. 이후 일곱 살때 엑스트라로 활동했다. 초등학교 1, 2학년때 대학로에서 춤추는 사람들을 처음 봤고, 이를 계기로 춤을 배우기 시작했다. 현아는 춤에 대한 열정이 그 누구보다도 컸었고, 초등학교 3학년 때부터 댄스 학원을 다녔다. 같은 시기 TV로 싸이의 〈새〉 안무인 새춤을 보면서 가수의 꿈을 키웠다. 동명여자중학교 시절 현아는 춤을 자신의 진로로 정했지만, 부모님이 반대하면서 갈등을 빚었다.

### 2007–10: 원더걸스와 포미닛

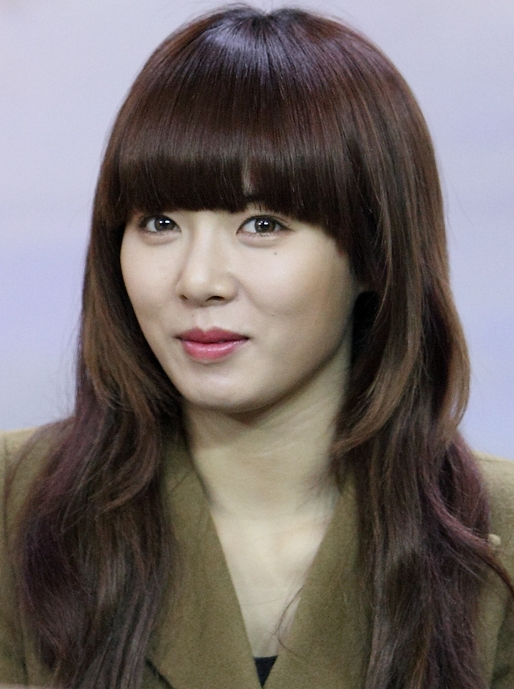
2010년 12월 16일 현아

이후 현아는 JYP 엔터테인먼트 공개 오디션을 통해 원더걸스의 두 번째 멤버로 합류했고 그룹에서 래퍼를 맡았다. 2007년 2월 원더걸스의 데뷔 싱글 〈The Wonder Begins〉를 발매했고, 타이틀 곡은 〈Irony〉였다. 파워풀한 랩과 춤으로 "야생마"라는 별명도 얻었다. 2007년 5월 24일에는 소희, 브라이언과 함께 《쇼! 음악중심》 MC로 발탁되었다. 하지만 MC에서 하차하고 나서 7월 원더걸스의 광고에도 참여하지 않는 등 탈퇴설이 돌았다. 이에 대해 소속사측은 "멤버 교체에 대해 논의한 것은 사실이다. 건강상의 이유로 문제가 있다"며 요양이라고 말했다. 이후 건강상의 이유로 원더걸스에서 탈퇴한다고 공식 발표했다. 실제로 만성장염을 앓고 있었고 세 번이나 탈진으로 쓰러지는 등 부모님의 반발을 샀다.
탈퇴한 후 2008년 5월 현아는 비보이 페스티벌인 싸이언 비보이 챔피언십 2008 광고 홍보 모델로 등장해 컴백설이 떠돌기도 했지만, JYP 측은 사실 무근이라고 말했다. 2008년 3월, 현아는 한국예술고등학교에 입학했다. 같은 해 12월 큐브 엔터테인먼트로 소속사를 옮겨 컴백 준비와 함께 병원 치료를 진행하고 있다고 발표했다. 2009년 2월에는 의류브랜드 TBJ 화보를 통해 원더걸스 활동 이후 처음으로 연예계에 모습을 드러냈다. 2009년 3월 30일에는 AJ의 데뷔 앨범 《FIRST EPISODE A NEW HERO》의 선공개곡 〈2009〉에 피처링으로 참여했고, 타이틀곡 〈댄싱슈즈〉 뮤직비디오에도 출연했다. 한편, 2008년 12월부터 걸 그룹으로 컴백한다고 밝혔으나, 멤버 수와 그룹명 등 정확한 것은 알려지지 않았다. 나중에 정확한 정보가 알려질때까지 현아 그룹이라고 불렸다. 이후 2009년 5월 14일 5인조 걸 그룹 포미닛으로 컴백한다고 발표했다. 2009년 6월 15일 포미닛의 데뷔 싱글 〈Hot Issue〉가 발매되었다. 포미닛은 2009년 6월 《엠 카운트다운》을 통해 데뷔 무대를 치러 큰 호응을 얻었다. 포미닛은 날마다 말그대로 핫이슈였는데, 〈Hot Issue〉는 공개당일 각종 실시간 음원차트 1위를 휩쓸었으며, 데뷔 일주일만에 광고 2건을 체결하는 파워를 보였다. 또한 현아의 무대 의상이였던 일명 '구멍난 스타킹'은 큰 화제가 되기도 했었고, 방송에서 원더걸스의 "Tell Me"를 재연해 주목을 받았다. 이후 포미닛의 첫 EP 앨범 《For Muzik》을 발매해 타이틀 곡 〈Muzik〉은 공개하자마자 폭발적인 반응을 얻었다. 그리고 곧 인기에 힘입어 여러 쟁쟁한 선배 가수들을 제치고 지상파 《인기가요》에서 첫 1위를 했다.
〈Muzik〉 활동이 끝나자 현아의 솔로 활동이 두드러졌는데, 2009년 10월부터 2010년 6월까지 KBS 2TV 예능 프로그램 《청춘불패》 1기 멤버로 활동했으며, 청춘불패 출연으로 징징현아, 막내 PD 등 별명을 얻으며 한층 인기가 높아졌다. 청춘불패 외에도 많은 예능에 출연하며 얼굴을 알렸다. 또한 현아는 삼성의 프로젝트 그룹 4Tomorrow의 한 멤버로 참여해 디지털 싱글 〈두근두근 Tomorrow〉를 발표하기도 했었다. 현아는 피처링 활동도 활발히 했는데, 나비의 디지털 싱글 〈눈물도 아까워〉 피처링으로 참여했고, 비슷한 시기, 용감한 형제의 첫 정규 앨범 《The Classic》의 수록곡인 〈Bittersweet〉에 피처링으로 참여했다. 현아는 2010년 1월 디지털 싱글 형식의 첫 솔로 앨범 〈Change〉를 발매했다. 〈Change〉에는 비스트의 용준형이 피처링으로 참여했고, 무대에서 주로 퍼포먼스 위주의 공연을 펼쳐 나이보다 성숙한 이미지를 뽐냈다. 또한 노래의 안무 중 일명 '골반춤'은 유행을 시켜 많은 UCC 동영상들이 올라왔고, 연예인들이 따라하기도 했다. 현아의 솔로 활동이 끝나자 포미닛은 본격적인 해외진출을 시작했고, 대만에서 발매한 앨범 《4Minute for Muzik》은 골드 인증을 받았다. 이 외에 홍콩, 일본, 필리핀 등 아시아 전역에서 인기를 얻는다. 2010년 5월 19일 포미닛은 한국으로 돌아와 두 번째 EP 앨범 《Hit Your Heart》를 발매하고 컴백했고, 타이틀곡 〈HUH〉로 엠 카운트다운 차트 1위를 차지했다. 이후 포미닛은 2010년 12월 15일 일본에서 첫 정규 앨범 DIAMOND를 발매했고, 같은 해 11월, 2011학년도 건국대학교 예술학부 수시모집에 연예특기자 전형으로 합격했다.

### 2011–13:Bubble Pop!,MELTING과 트러블 메이커

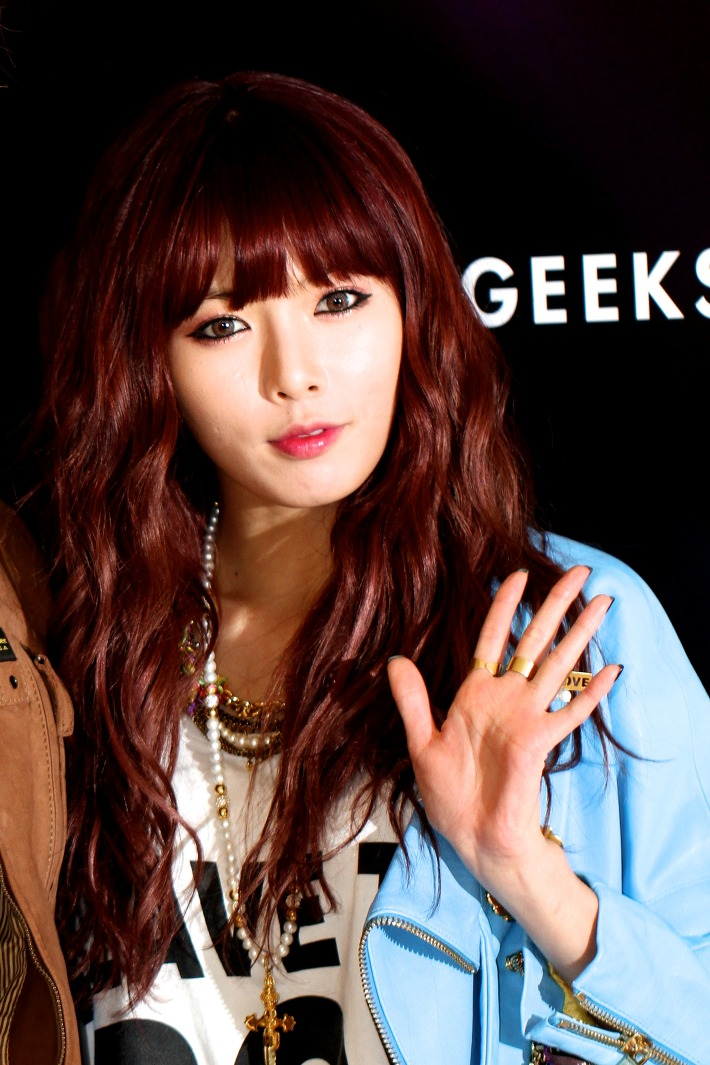
2012년 11월 8일 긱샵 오픈 파티에서 현아

2011년 4월 5일 포미닛은 한국에서의 첫 번째 정규 앨범 《4Minutes Left》를 발매해 타이틀 곡 〈거울아 거울아〉로 활동했다. 또한 비슷한 시기 임정희의 〈Golden Lady〉에 피처링으로 참여했다. 2011년 6월부터는 MBC 《댄싱 위드 더 스타》에 출연했지만, 심사위원들에게 혹평을 받으며 다섯 번째 탈락자로 결정되었다. 현아는 2011년 7월 5일 첫 번째 EP 음반 《Bubble Pop!》을 발매했다. 이에 앞서 2011년 6월 30일 발라드풍의 수록곡 〈A Bitter Day〉를 공개했다. 이번 앨범의 동명 타이틀곡인 〈Bubble Pop!〉은 가온 디지털 차트 2위까지 올랐다. 그러나, 2011년 8월 방송통신위원회에서 "Bubble Pop!"의 안무 중 일부가 청소년들에게 선정적으로 보인다며 안무를 수정할 것을 요정했지만, 소속사측은 안무를 수정하면 무대에 오르는 것이 의미가 없다며 활동을 중단한다고 밝혔다. "Bubble Pop!"은 평론가들로부터 혼합된 평가를 받았는데, 《이즘》에서 "캔디 팝의 요소가 잘 녹아들었음에도 제대로 방점을 찍지 못해 솜사탕같은 트랙이 되었다"고 평가했다. 영국의 《팝저스티스》는 "오늘의 노래"에 선정했고, 미국의 《스핀 매거진》은 "2011년 올해의 베스트 노래 20" 순위 중 〈Bubble Pop!〉을 9위에 선정했다. 이후 2011년 8월부터 도끼가 피처링한 노래 "Just Follow"로 후속곡 활동을 잠깐 했다.
2011년 12월에 현아는 같은 소속사의 가수이자 비스트의 멤버 장현승과 함께 유닛 그룹 트러블 메이커를 결성했다. 트러블 메이커는 12월 1일 첫 미니 앨범 《Trouble Maker》를 발매했고, 동명의 타이틀곡 〈Trouble Maker〉로 활동을 시작했다. 〈Trouble Maker〉는 좋은 반응을 얻으며 K-Pop 빌보드 핫 100 최고 2위까지 올라갔고, 가온 디지털 차트에서는 1위를 했다. 그러나, 〈Bubble Pop!〉과 똑같이 공연 중 안무 선정성 문제가 일어나 결국 안무를 수정했다. 2012년 3월 현아는 스파이시칼라와 손을잡고 현아 위드 스파이시칼라라는 브랜드를 론칭했고, 50년대 낙관주의와 60년대 레트로 빈티지 무드에서 영감을 얻었다고 밝혔다. 2012년 여름에는 싸이의 노래 〈강남스타일〉 뮤직비디오에 출연했다. 2012년 8월 15일에는 〈강남스타일〉을 여자의 입장에서 재해석한 〈오빤 딱 내 스타일〉 뮤직비디오를 공개했다. 〈오빤 딱 내 스타일〉 뮤직비디오는 유투브 조회수 1억 건을 넘기며 소녀시대의 〈Gee〉를 제치고 〈강남스타일〉에 이어 유튜브 역대 가장 많이 본 동영상 한국 순위 2위를 차지하고 있다. 2012년 10월 21일에는 두 번째 솔로 미니 앨범 《MELTING》을 발매했다. 타이틀곡 〈Ice Cream〉은 가온 디지털 차트 1위에 올랐고, 코리아 K-Pop 핫 100에서는 최고 6위에 올랐다. 2012년 12월 29일 SBS 《가요대전》을 앞두고 현아는 효린, 전효성, 니콜, 나나와 함께 대즐링 레드라는 프로젝트 그룹을 결성해 27일 용감한 형제와 똘아이박이 작곡한 〈이사람〉을 발매했다.
2013년 10월 28일에는 트러블 메이커로 돌아와 두 번째 미니 앨범 《Chemistry》를 발매했다.

### 2014–현재:A Talk,A+,A`wesome,Following,Lip ＆ Hip

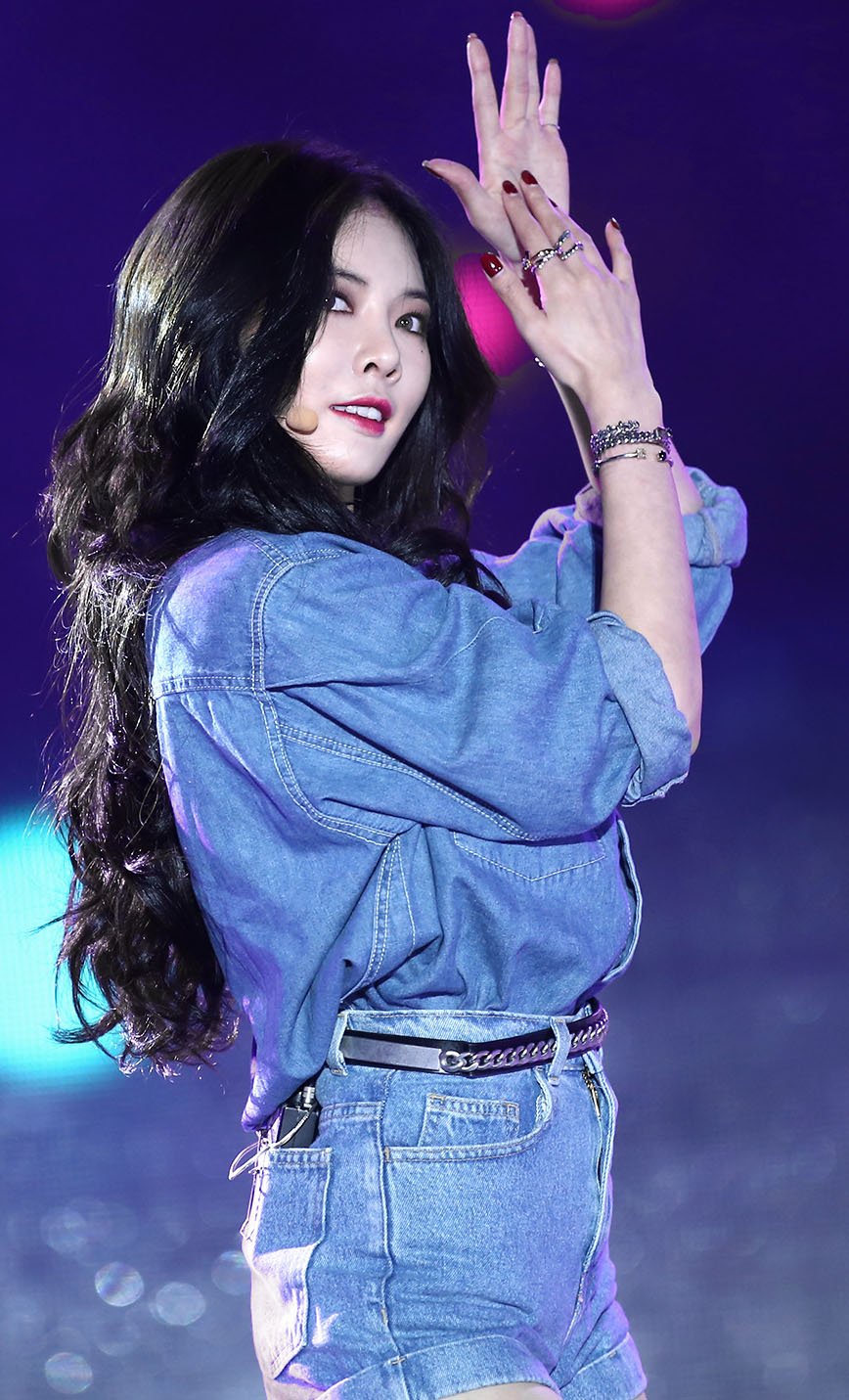
2014년 9월 28일 경주에서 열린 한류드림콘서트에서 공연 중의 현아.

2014년 7월 28일에는 세 번째 미니 앨범 《A Talk》를 발매했고 타이틀곡 〈빨개요〉로 활동했다.
2015년 8월 21일에는 네 번째 미니 앨범 《A+》를 발매했다.
2016년 그룹 포미닛 해체 후 8월 1일 다섯 번째 EP 음반 《A`wesome》을 발매했다.
2017년 5월부터 2018년 10월까지 펜타곤 멤버 후이, 이던과 함께 트리플 H로 활동하였고. 8월 29일 여섯 번째 EP 음반 《Following》을 발매했다. 12월 4일 두 번째 싱글 앨범 《Lip ＆ Hip》을 발매했다. 2018년 10월 15일에는 큐브엔터테인먼트와의 계약을 해지했으며, 2019년 1월 27일 싸이가 설립한 P NATION과의 계약을 알렸다.  현아&던으로 ping pong 노래를 냈다.

## 음악 스타일
현아는 원더걸스 시절부터 래퍼를 맡았었고, 이후 포미닛에서도 래퍼를 맡고 있다. 첫 솔로 활동 "Change"에서도 보컬 보다는 퍼포먼스 위주의 공연을 펼쳤다. 대개 그룹 출신의 개별 활동을 하는 멤버는 보컬 출신이였지만, 현아는 랩, 댄서라는 점에서 호평을 받았다. 또한 래퍼로서 많은 가수들의 노래에 피처링으로 참여하고있다. 이즘의 이종민은 "Bittersweet"와 포미닛의 For musik에서 보여준 힘 있는 랩은 다른 걸 그룹에선 살펴볼 수 없는 색깔이 있었다"고 평했다. 《뉴스토마토》의 정해욱은 "하이톤의 개성있는 목소리를 가지고 있다. 하지만 실력파 랩퍼라고 하기엔 부족한 부분이 있었고, 〈오늘 뭐해〉에선 전지윤이 이 틈을 채워준다"고 기사를 썼다.
현아의 댄스 실력은 이미 원더걸스 시절부터 인정받았는데, 비걸 출신 가수 김소리는 "김현아는 어린데도 느낌 있게 춤을 춰요. 나이가 많은 사람도 내기 힘든 섹시한 느낌이 잘 살죠"라며 춤을 잘추는 아이돌로 꼽았다. 또한 이준역시 현아를 걸 그룹 중 최고의 춤실력이라고 극찬하였다. 가수 이주노도 “솔로곡 "Change"에서 춤추는 모습을 봤는데 춤이 아주 맛깔스럽게 추더라”며 “그 노래에서 그 표정, 동작, 노래가 나오는 것은 아주 연습을 많이 했거나 선천적으로 재능이 있는 것이다”라고 현아를 최고의 춤꾼으로 꼽았다. 하지만, 주로 섹시하고 파워풀한 춤을 추는 현아는 어린 나이에 너무 선정적인 춤을 춘다는 이유로 방송이 금지되는 등 비판을 받기도 했다.
또한 현아는 주로 다리 라인을 강조하기 위해 핫팬츠와 미니 스커트.

## 출연작
| 연도      | 방송사     | 제목                               | 역할                 | 비고                  |
| --------- | ---------- | ---------------------------------- | -------------------- | --------------------- |
| 2007      | MTV Korea  | 《원더걸스》                       |                      |                       |
| 2007      | MBC        | 《쇼! 음악중심》                   |                      |                       |
| 2009~2010 | KBS2       | 《청춘불패》                       |                      |                       |
| 2009      | KBS2       | 《스타 골든벨》                    |                      |                       |
| 2010      |            | 김윤겸과 똥꼬킥                    | 김윤겸 여자친구 역할 | 44회, 성인영화 광고지 |
| 2010      | SBS        | 《태극기 휘날리며》                |                      |                       |
| 2011      | MBC        | 《댄싱 위드 더 스타》              |                      |                       |
| 2011      | KBS2       | 《위기탈출 넘버원》                |                      |                       |
| 2011      | KBS2       | 《스쿨 버라이어티 백점만점》       |                      |                       |
| 2011      | 매일방송   | 《Show K Music》                   |                      |                       |
| 2012      | KBS2       | 《자유선언 토요일 - 가족의 탄생》  |                      | 17~21회               |
| 2014      | SBS MTV    | 《현아의 FREE MONTH》              |                      |                       |
| 2016      |            | 《앨리스와 그녀의 팀》             | 나타샤               | 목소리                |
| 2016      | SBS        | 《동상이몽, 괜찮아 괜찮아》        |                      |                       |
| 2016      | MBC every1 | 《현아의 X-19》                    |                      |                       |
| 2017      | MBC        | 《은밀하게 위대하게》              |                      |                       |
| 2017      | KBS2       | 《아이돌 리부팅 프로젝트 더 유닛》 | 선배                 |                       |
| 2019      | JTBC       | 《아는형님》                       | 게스트 (with.이던)   | 204회                 |
| 2021      | 엠넷       | 엠카운트다운                       | 출연자               |                       |
| 2021      | tvn        | 《코미디빅리그》                   | 게스트               | 395회                 |
| 2021      | SBS        | LOUD                               | 스페셜 콜라보        | 14회 (8라운드)        |

| 연도 | 제목          | 역할          | 비고   |
| ---- | ------------- | ------------- | ------ |
| 2010 | 《심야의 FM》 | 라디오 게스트 | 카메오 |

## 수상 및 후보 목록
| 연도 | 시상식                            | 후보 작품       | 수상 부문                 | 결과 |
| ---- | --------------------------------- | --------------- | ------------------------- | ---- |
| 2010 | Mnet 아시안 뮤직 어워드           | "Change"        | 베스트 댄스 퍼포먼스 솔로 | 후보 |
| 2011 | Mnet 아시안 뮤직 어워드           | "Bubble Pop!"   | 베스트 댄스 퍼포먼스 솔로 | 수상 |
| 2012 | 헤럴드 동아TV 라이프스타일 어워드 | 본인            | 핫 아이콘상               | 수상 |
| 2014 | Mnet 아시안 뮤직 어워드           | "빨개요"        | 여자 가수상               | 후보 |
| 2015 | 골든 디스크                       | "빨개요"        | 디지털 음원부문 본상      | 수상 |
| 2015 | 하이원 서울가요대상               | "빨개요"        | 댄스 퍼포먼스상           | 수상 |
| 2015 | Mnet 아시안 뮤직 어워드           | "잘나가서 그래" | 베스트 댄스 퍼포먼스 솔로 | 수상 |
| 2022 | 하이원 서울가요대상               | 본인            | R&B 힙합상                | 수상 |

### 가요 프로그램 1위
| 연도            | 수상 내역 (총 5회) |
| --------------- | --- |
| 2014년 (총 2회) | - 빨개요 (총 2회) - 8월 6일 MBC M 《쇼 챔피언》 챔피언송 (쇼 챔피언 in 울산 특집) - 8월 16일 MBC M 《쇼 챔피언》 챔피언송 (2주 연속) (쇼 챔피언 in 속초 특집) (13일 녹화분) |
| 2016년 (총 2회) | - 어때 (총 2회) - 8월 11일 Mnet 《엠카운트다운》 1위 - 8월 15일 SBS 《인기가요》1위                                                                                         |
| 2021년 (총 1회) | - I'm Not Cool (총 1회) - 2월 14일 SBS 《인기가요》1위 |